# Schloss Bernegg

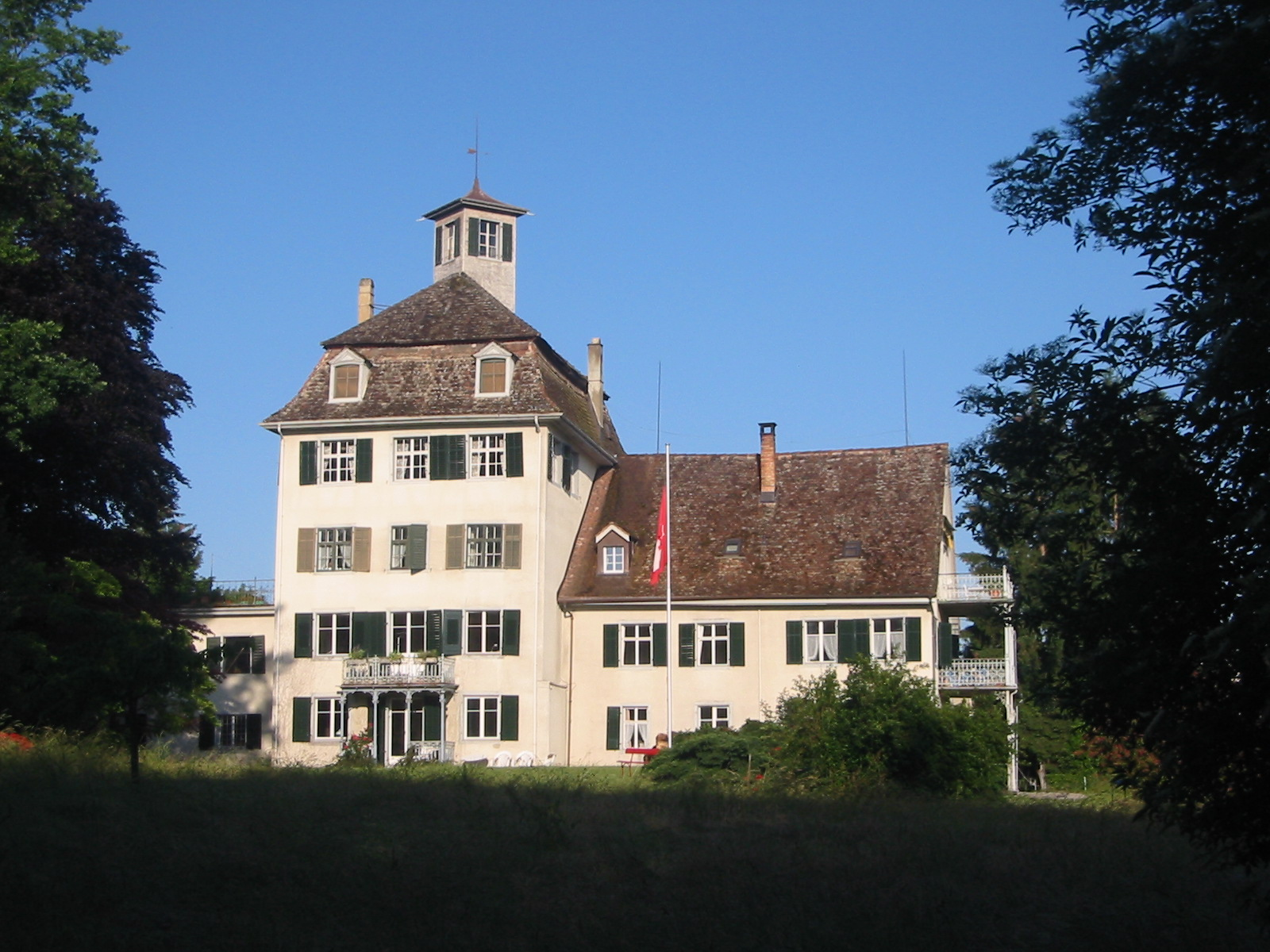
Schloss Bernegg von Osten her gesehen

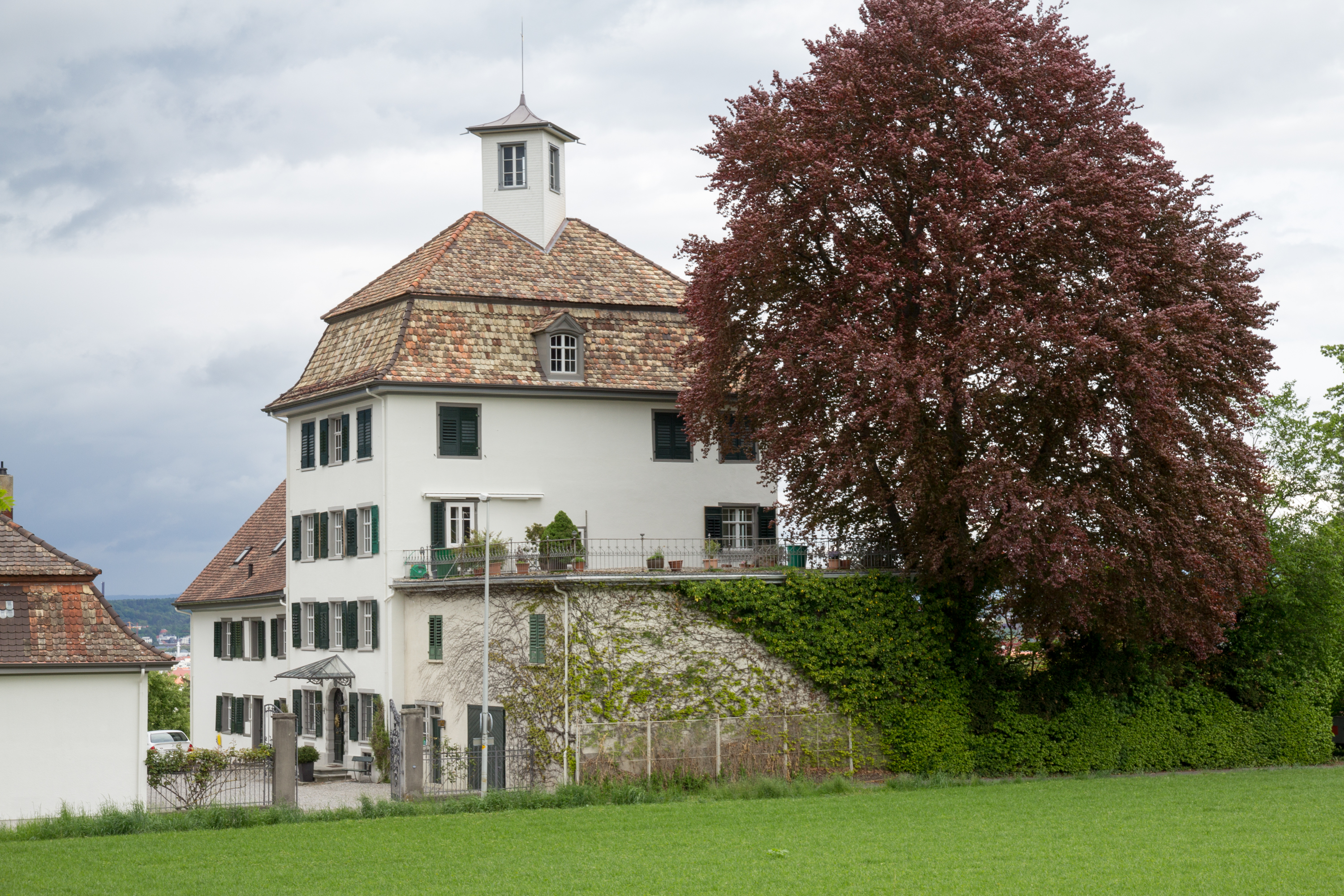
Schloss Bernegg von Süden her gesehen

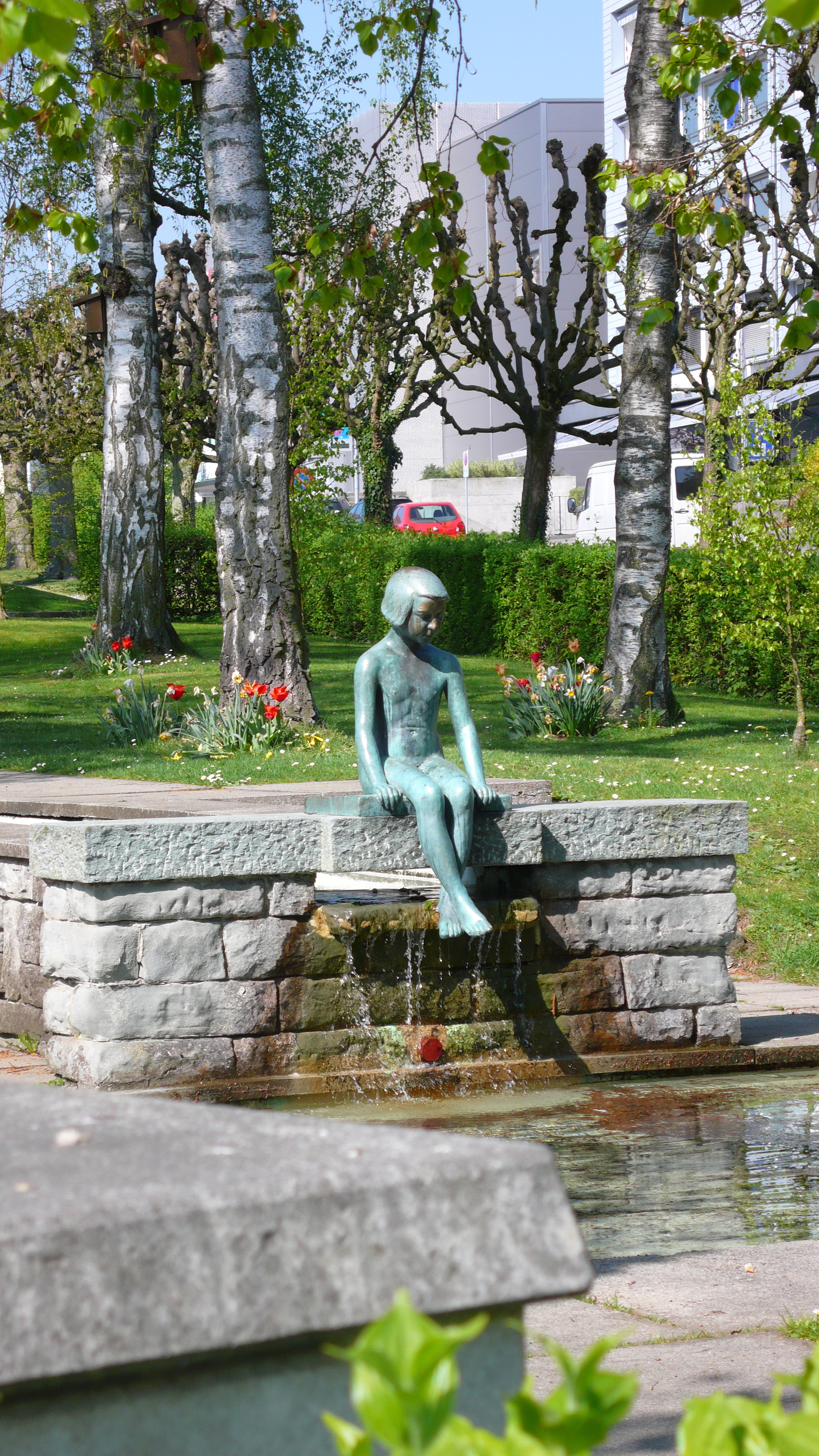
Skulptur «Sitzendes Mädchen» von Friedel Grieder aus dem Jahr 1935 im Kreuzlinger Dreispitzpark

Das Schloss Bernegg befindet sich in Emmishofen, einer früher selbständigen Gemeinde, seit 1928 Ortsteil von Kreuzlingen im Kanton Thurgau in der Schweiz.

## Geschichte
Erstmals erwähnt wurde die Bezeichnung «Bernegg» 1292 in einer Konstanzer Urkunde. Um 1365 wurde das Gut Bernegg von Heinrich Gottschalk bewirtschaftet. Unbestätigten Berichten zufolge wurde das Haus von den Eidgenossen im Jahr 1499 eingeäschert und anschliessend wieder neu aufgebaut. 1543 erscheint Jakob Ammann von Emmishofen als Besitzer. Circa 1623 erkaufen sich die Freiherren von Rassler zu Kirchberg das Gut, tauschen es aber 1626 gegen das Schloss Brunnegg (Unterer Girsberg).
Unter Diethelm Hegner-Ziehlin, Bürger von Winterthur, Obervogt der Herrschaft Altenklingen, wurden dem Gebäude zwei Erker angebaut, und der Keller wurde ausgehoben. Zu jener Zeit bestanden mehrere Nebengebäude (Rebmannshaus, Floretfabrik, Färberei, Waschhaus, Scheuer sowie Pferde- und Kuhstall).
1702 ging die Bernegg in den Besitz von Johann Ulrich Merhart-Mallenbrey über. Bis heute ist die Familie Merhart im Besitz des Hauses.
1786 erteilt Maximilian Christof von Rodt, Bischof zu Konstanz, das Privileg auf der Bernegg einen eigenen Altar zu halten. Südlich an das bisherige Wohnhaus wurde 1795 der vierstöckige Mittelbau erstellt, sodass sich die heutige Gebäudefront von 34 Metern Länge mit einer Höhe von 24 Metern ergibt.
1807 wurde das Haus in das von Merhart’sche Familien-Fideikommiss-Majorat eingebracht. Somit wurde das Haus Teil des Erbguts, welches an den ältesten Sohn der Erblinie geht.
1817 erfolgte die Erstellung eines Rebmannshauses westlich des Haupthauses.
1872 stirbt die Majorats-Erblinie von Merhart aus. Nach den Bestimmungen des Fideikommiss geht das Majorat in ein Familien-Fideikommiss-Seniorat über (Haus und Grund bleiben Familienbesitz, die Nutzniessung bleibt dem ältesten männlichen Mitglied der Erblinie vorbehalten).
1898 erfolgte die Generalrenovierung, inklusive Abbruch des südlichen Dachstockes.
Ab 1931 lebt und arbeitet die Schweizer Künstlerin Friedel Grieder (1890–1980) auf Schloss Bernegg. Sie hat für den öffentlichen Raum in Kreuzlingen zahlreiche Park- und Brunnenfiguren geschaffen. Ihr Werk ist Bestandteil einer Dauerausstellung im Kreuzlinger Museum Rosenegg.
1951 erfolgte die letzte grosse Renovierung.
Seit 2006 werden die Gartenanlagen erneuert und umfassende Renovierungsarbeiten am Haus durchgeführt.